# Brits protectoraat
Een Brits protectoraat (Engels: British protectorate) was een protectoraat dat onderdeel was van het Britse Rijk. Anders dan bij de Britse kolonies waren de protectoraten geen onderdeel van de Britse kroongebieden. Veel protectoraten waren ontstaan door verdragen die lokale heersers sloten met de Britten ter protectie, in ruil voor een Britse controle over internationale relaties.
De Britse wet maakte een onderscheid tussen de daadwerkelijke protectoraten (protectorates) en zogenaamde protected states. In beide gevallen werden internationale relaties en defensie geregeld door de Britten, maar bij een protectoraat werd de lokale overheid ook door de Britten ingericht, terwijl er bij een protected state een eigen lokale overheid was die het gebied bestuurde. De protected states hadden dan ook een veel grotere controle over de interne aangelegenheden dan de andere protectoraten. 

## Lijst van Britse protectoraten
| Naam                                                  | Periode                       | Tegenwoordig onderdeel van                      |
| ----------------------------------------------------- | ----------------------------- | ----------------------------------------------- |
| Aden                                                  | 1873-1967                     | Jemen                                           |
| Anglo-Egyptisch Soedan                                | 1899-1956                     | Soedan                                          |
| Barbados                                              | 1627-1652                     | Barbados                                        |
| Basutoland                                            | 1868-1966                     | Lesotho                                         |
| Beetsjoeanaland                                       | 1884-1966                     | Botswana                                        |
| Brits Centraal-Afrika Nyasaland                       | 1893-1907 1907-1964           | Malawi                                          |
| Cyprus                                                | 1878-1914                     | Cyprus / Akrotiri en Dhekelia / ( Noord-Cyprus) |
| Brits-Oost-Afrika Kenia*                              | 1895-1920 1920-1963           | Kenia / Somalië                                 |
| Brits-Somaliland                                      | 1884-1960                     | Somalië                                         |
| Britse Goudkust* (Ashanti en de Northern Territories) | 1902-1957                     | Ghana                                           |
| Cookeilanden                                          | 1888-1901                     | Cookeilanden                                    |
| Egypte                                                | 1914-1922                     | Egypte                                          |
| Gambia*                                               | 1894-1965                     | Gambia                                          |
| Gilbert- en Ellice-eilanden                           | 1892-1916                     | Kiribati / Tuvalu                               |
| Miskitokust                                           | 1655-1860                     | Nicaragua / Honduras                            |
| Noord-Nigeria Zuid-Nigeria Nigeria*                   | 1900-1914 1900-1914 1914-1954 | Nigeria                                         |
| Niue                                                  | 1900-1900                     | Niue                                            |
| Noord-Rhodesië Barotseland                            | 1924-1964 1897-1964           | Zambia                                          |
| Oeganda                                               | 1894-1962                     | Oeganda                                         |
| Brits-Nieuw-Guinea                                    | 1884-1888                     | Papoea-Nieuw-Guinea                             |
| Britse Salomonseilanden                               | 1893-1978                     | Salomonseilanden                                |
| Sarawak                                               | 1888-1946                     | Maleisië                                        |
| Sierra Leone*                                         | 1896-1961                     | Sierra Leone                                    |
| Sikkim                                                | 1809-1947                     | India                                           |
| Swaziland                                             | 1902-1968                     | Swaziland                                       |
| Tokelau                                               | 1877-1916                     | Tokelau                                         |
| Walvisbaai                                            | 1878-1884                     | Namibië                                         |
| Zanzibar                                              | 1890-1964                     | Tanzania                                        |

Protectoraten die behoorden bij een kolonie zijn aangegeven met een *.

## Lijst van Britse protected states
| Naam | Periode                                                     | Tegenwoordig onderdeel van   |
| --- | ----------------------------------------------------------- | ---------------------------- |
| Afghanistan | 1879-1919                                                   | Afghanistan                  |
| Bahrein | 1880-1971                                                   | Bahrein                      |
| Brunei | 1888-1984                                                   | Brunei                       |
| Bhutan | 1910-1947                                                   | Bhutan                       |
| Gefedereerde Maleise Staten Negeri Sembilan Pahang Perak Selangor Johor Kedah Kelantan Perlis Terengganu Malakka | 1896-1946 1888-1895 1874-1895 1914-1946 1909-1946 1948-1957 | Maleisië                     |
| Koeweit | 1899-1961                                                   | Koeweit                      |
| Maldivische Eilanden                                                                                             | 1887-1965                                                   | Malediven                    |
| Muscat en Oman                                                                                                   | 1892-1971                                                   | Oman                         |
| Nepal | 1815-1923                                                   | Nepal                        |
| Noord-Borneo | 1888-1946                                                   | Maleisië                     |
| Qatar | 1916-1971                                                   | Qatar                        |
| Tonga | 1900-1970                                                   | Tonga                        |
| Verdragsstaten                                                                                                   | 1820-1971                                                   | Verenigde Arabische Emiraten |